# Chasja Drori
Chasja Drori (hebrejsky חסיה דרורי‎, Chasja Kupferminc, חסיה קופפרמינץ‎; 1899 – 3. června 1976) byla sionistická aktivistka, izraelská politička a poslankyně Knesetu za stranu Mapaj.

## Biografie
Narodila se v Homelu v tehdejší Ruské říši. V roce 1922 přesídlila do dnešního Izraele, kde roku 1924 patřila mezi zakladatele vesnice Kfar Jechezkel.

## Politická dráha
V mládí se zapojila do činnosti sionistických organizací Ce'irej Cijon a he-Chaluc. Byla členkou pracovních brigád Gdud ha-avoda. Byla aktivní k organizaci ha-Merkaz ha-chakla'i reprezentující zemědělský sektor. Zastávala posty ve straně Mapaj a ve Straně práce. Roku 1937 byla vyslankyní strany Mapaj a odborové centrály Histadrut v USA.
V izraelském parlamentu zasedla po volbách v roce 1949, kdy kandidovala za Mapaj. Byla členkou parlamentního výboru mandátního a výboru pro veřejné služby.